# Friedrich Pinter
Friedrich Pinter, född 22 februari 1978 i Villach, är en skidskytt från Österrike.

## Meriter
- 2004 - VM-brons i stafett
- 2008 - tre prispallplatser i världscupen